# Haval Jolion
Haval Jolion — компактный кроссовер, выпускаемый с 2020 года компанией Haval — внедорожным подразделением Great Wall Motors. Модель сменила в модельном ряду компании модель Haval H2. 
Модель была впервые представлена в 2020 году на Пекинском международном автосалоне. В основе Haval Jolion лежит модульная платформа L.E.M.O.N., на которой также построены кроссоверы Haval DaGou и H6. 
В Китае модель выпускается под названием Haval Chulian (初恋), что означает «первая любовь»,но ориентирована на экспорт .В России модель с апреля 2021 года собирается на заводе компании под Тулой, в продаже с мая 2021 года, быстро став бестселлером марки - в июле было продано почти 1 тыс. автомобилей.
Двигатель — бензиновый, 4-цилиндровый турбомотор объёмом 1,5-литра, мощностью 150 л. с. и крутящим моментом 230 H·м. Привод — только передний, однако, для модели собираемой в России имеется полноприводный вариант.

## Безопасность
Для защиты водителя и пассажиров при аварии в Haval Jolion устанавливается шесть подушек безопасности, а также автоматическую разблокировку, отключение подачи масла при столкновении. 
Также присутствуют ESP 9.3, адаптивный интеллектуальный круиз-контроль, автоматическая система экстренного торможения и другие системы, повышающие безопасность вождения в различных дорожных условиях.

## Продажи в России
В 2023 году Haval Jolion стал самой продаваемой иномаркой в России. По данным аналитического агентства «Автостат», модель возглавила рейтинг самых продаваемых кроссоверов в России по итогам 2024 года с показателем 83 828 реализованных автомобилей. В первом полугодии 2025 года кроссовер стал второй самой продаваемой моделью с автоматической трансмиссией на авторынке России, уступив первую строку списка Lada Vesta.
| Год  | Продажи |
| 2023 | 55 550  |
| 2024 | 83 828  |

## Галерея

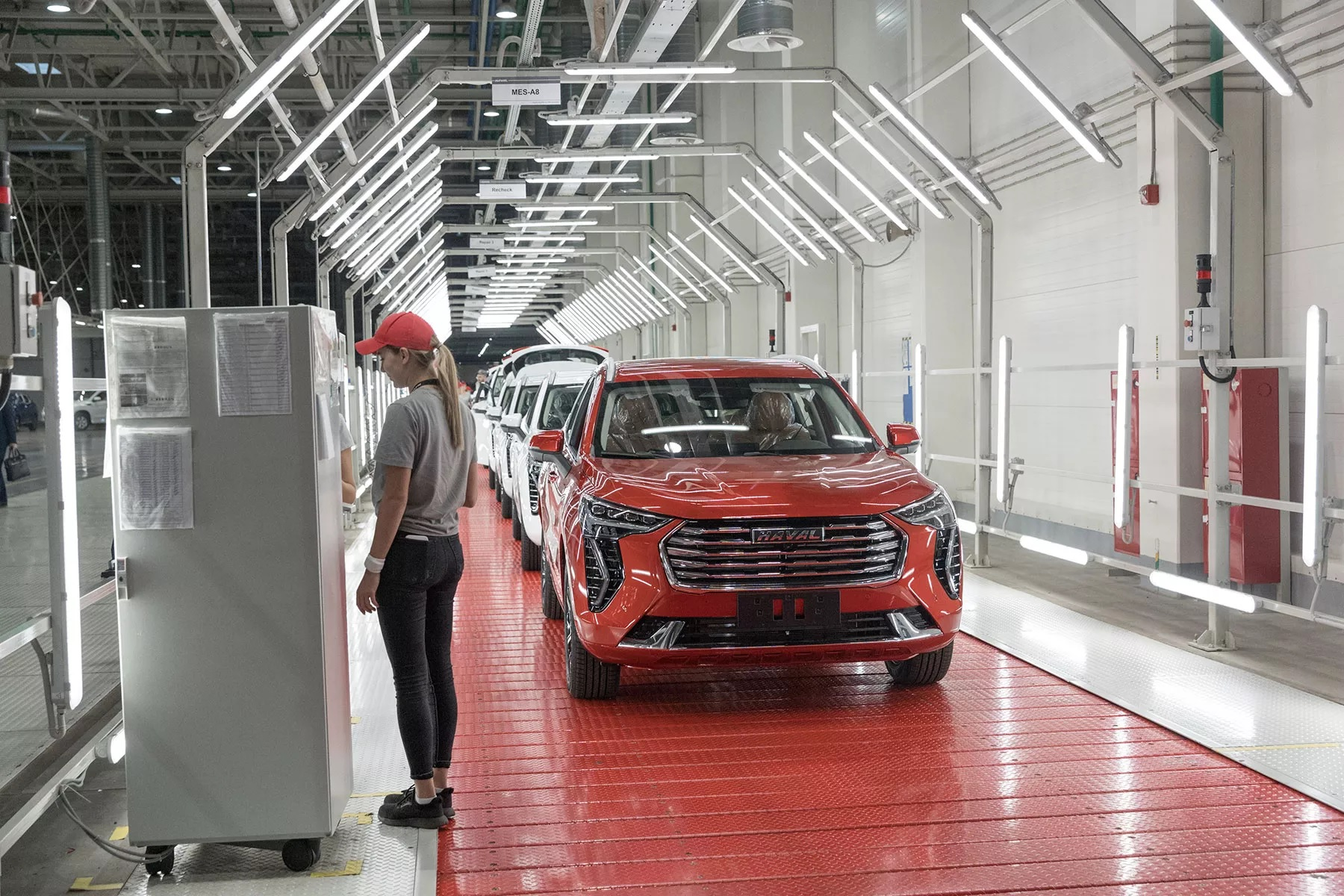
Jolion на производственной линии «Хавейл Мотор Мануфекчуринг Рус»
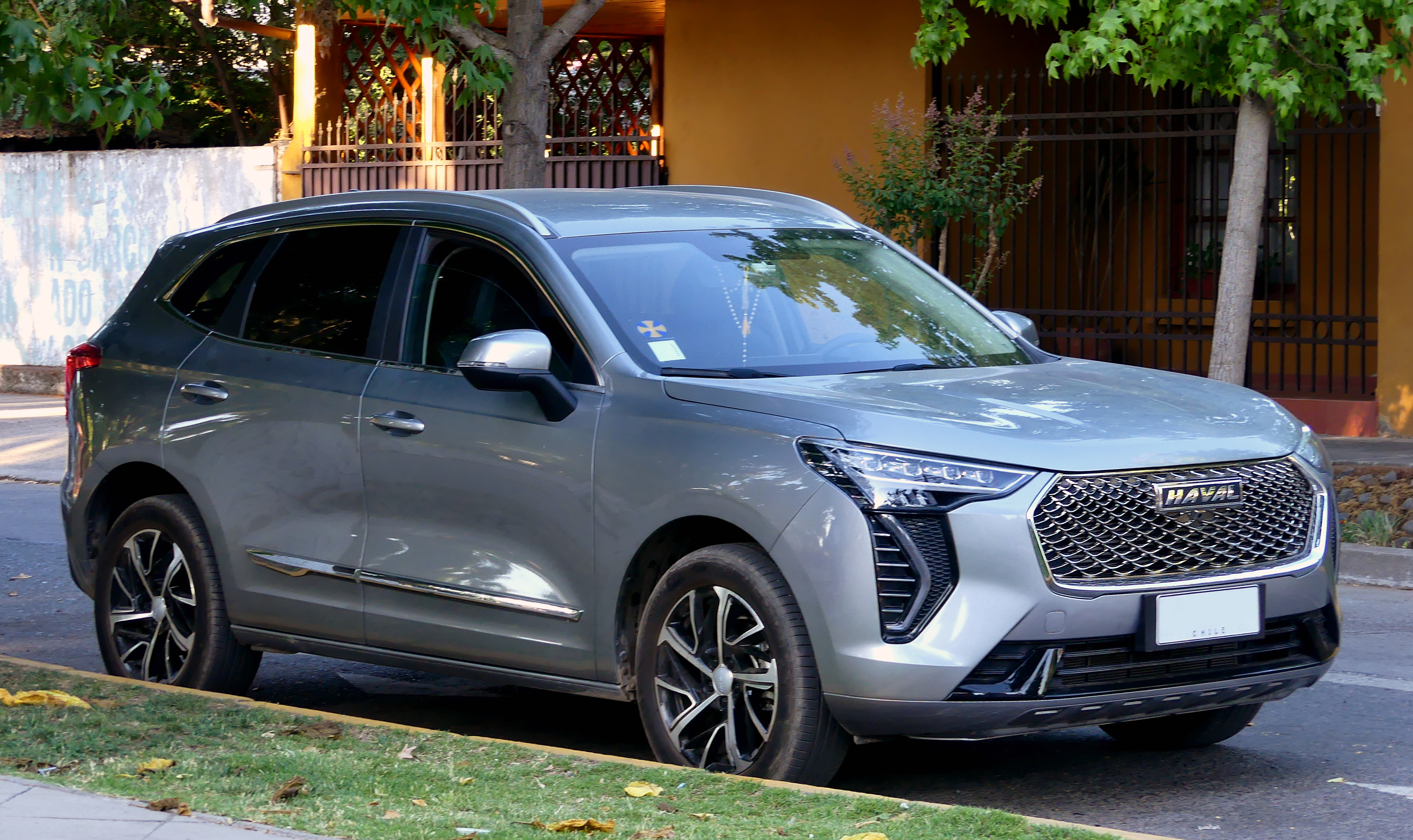
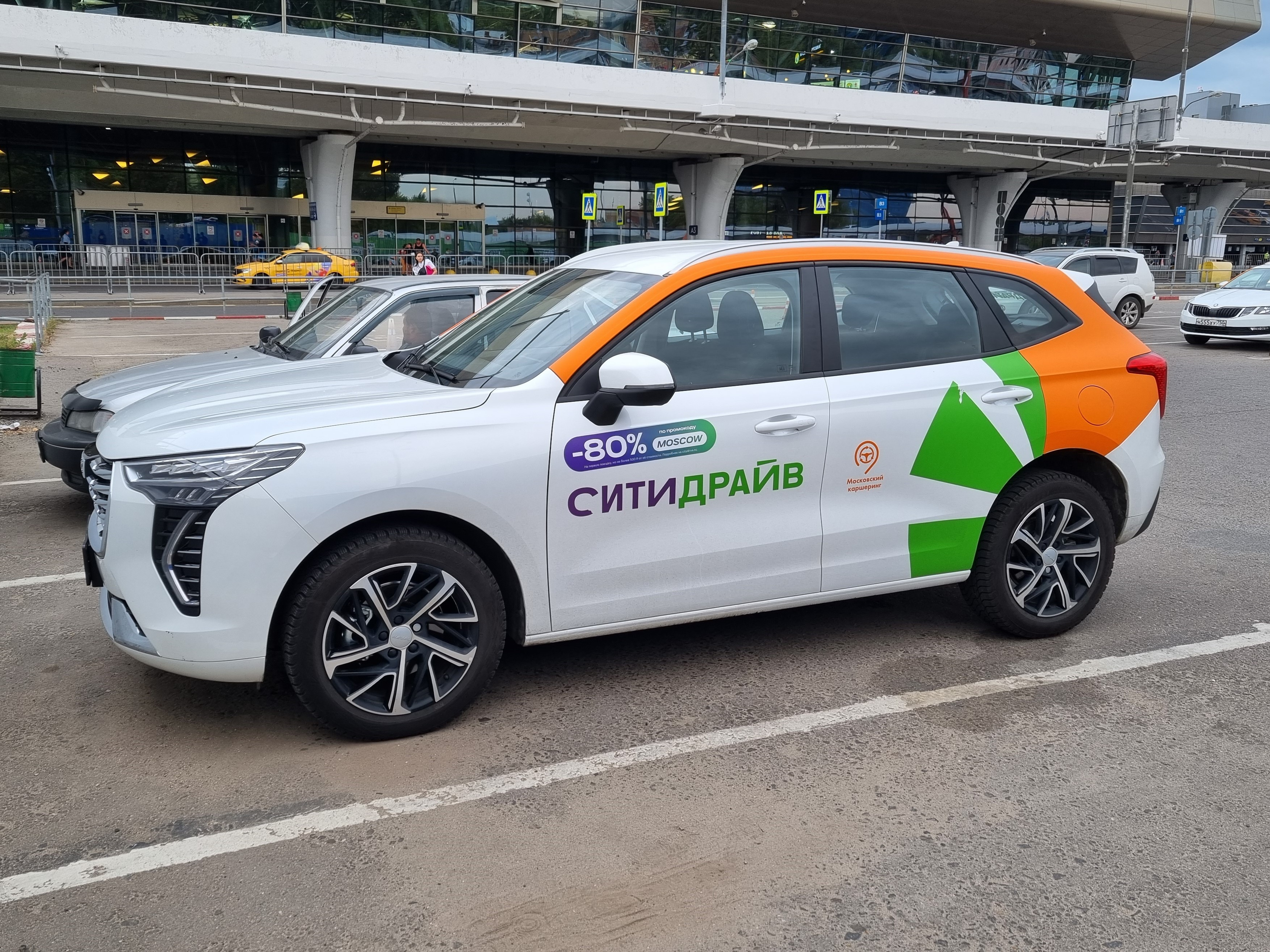
Haval Jolion Elite каршеринговой компании Ситидрайв